# Tremembé (volk)

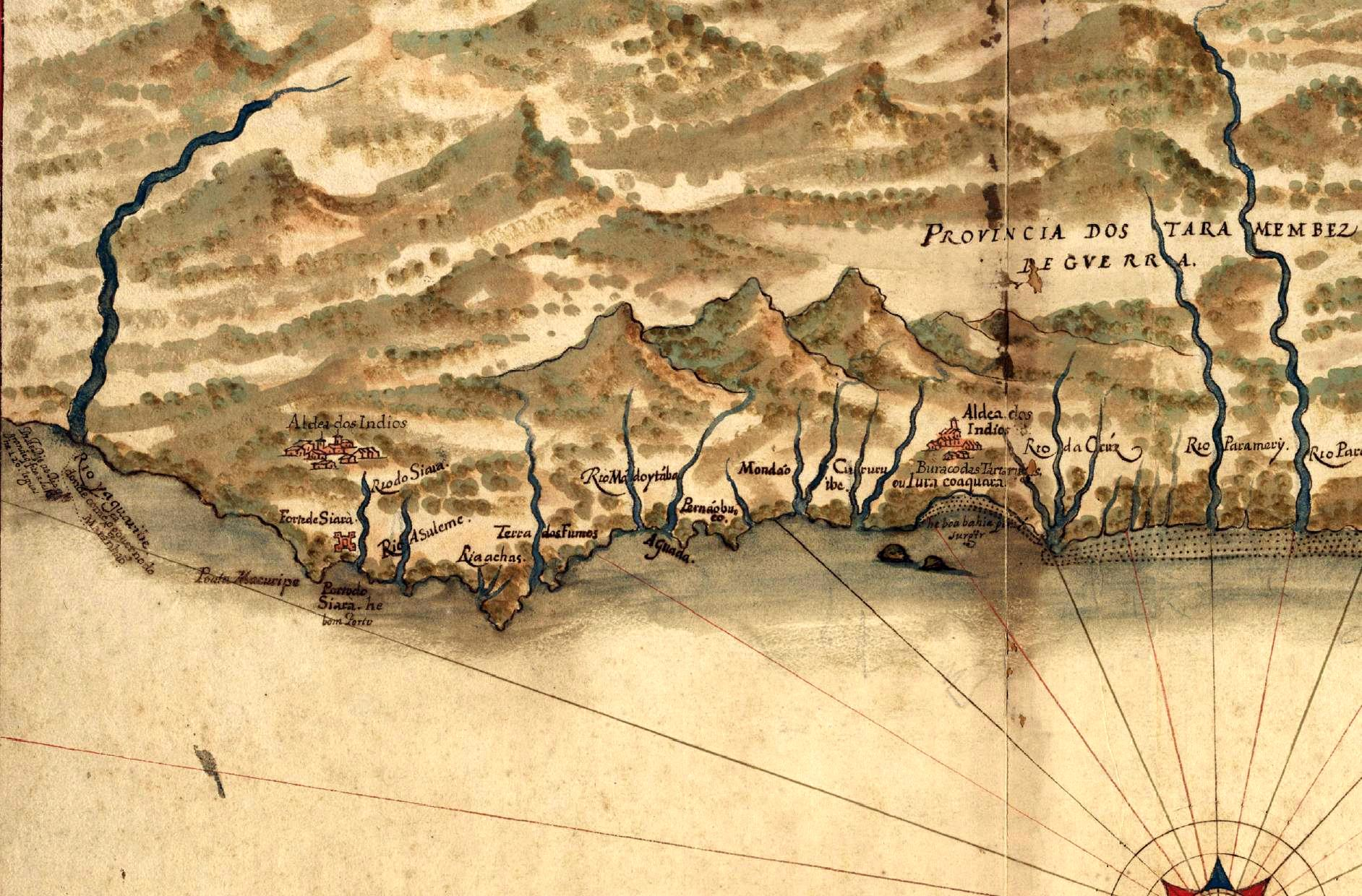
Het grondgebied van Tremembé in 1629

De Tremembé zijn een inheemse bevolkingsgroep uit het noordoosten van Brazilië.
De Tremembé leven verspreid langs de kust van Brazilië, tussen de deelstaten Ceará en Maranhão. Ze wonen vooral in het dorp Almofala, in de gemeente Itarema in de deelstaat Ceará.
De Tremembé leven vooral van de visvangst, jacht en handel. Ze maken en verkopen sieraden gemaakt van schelpen, kreefteententjes en boonzaden.
Het land, of de erkenning van hun landrechten, is de grootste probleem van de Tremembé. Zij vechten al sinds de jaren 80 voor de erkenning van hun land.